# Saint-Gervais-d'Auvergne
 Saint-Gervais-d'Auvergne  es una población y comuna francesa, situada en la región de Auvernia, departamento de Puy-de-Dôme, en el distrito de Riom y cantón de Saint-Gervais-d'Auvergne.

## Demografía
| 1708 | 1980 | 1640 | 1465 | 1419 | 1272 |
| Para los censos de 1962 a 1999 la población legal corresponde a la población sin duplicidades (Fuente: INSEE [Consultar]) |      |      |      |      |      |